# Crossentwicklung

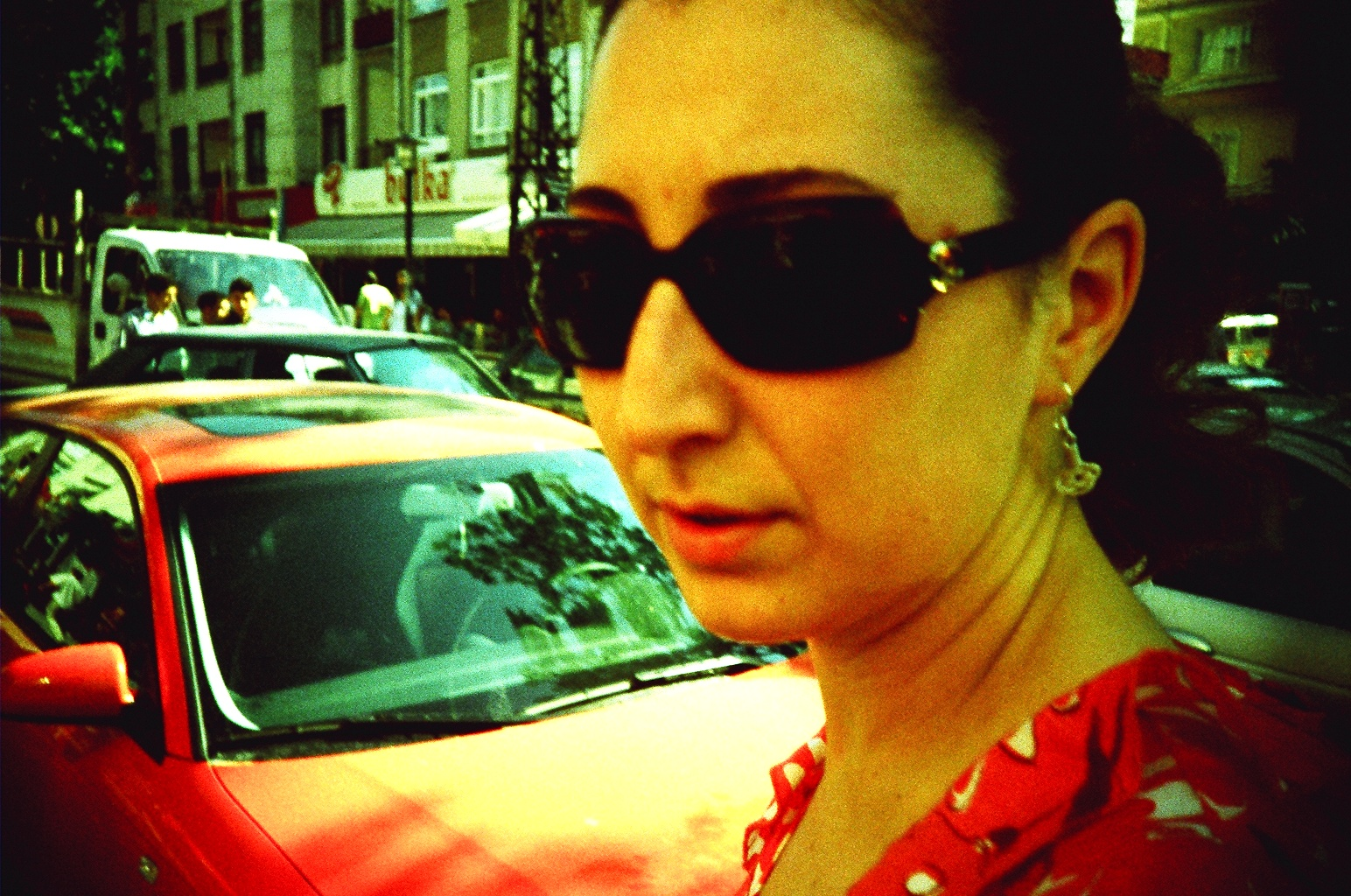
Mit C-41 crossentwickeltes Foto

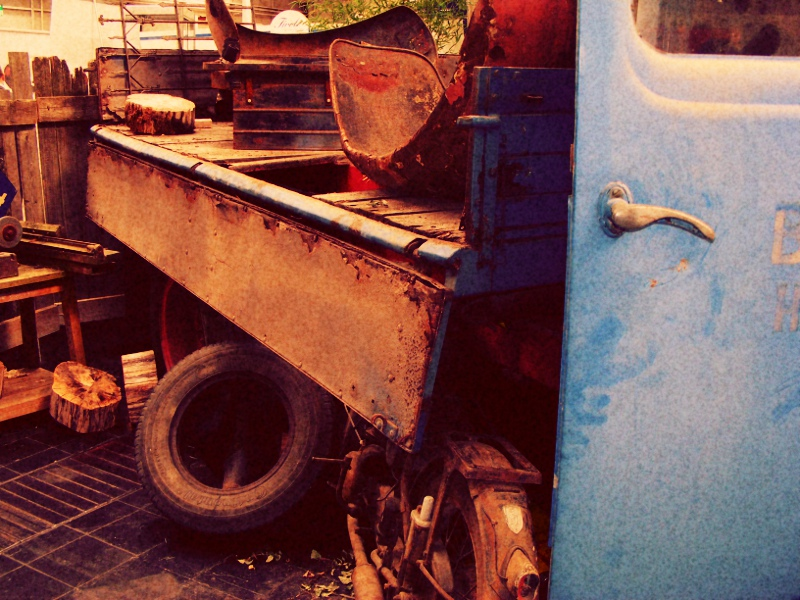
Beispiel für eine simulierte Crossentwicklung mit GIMP

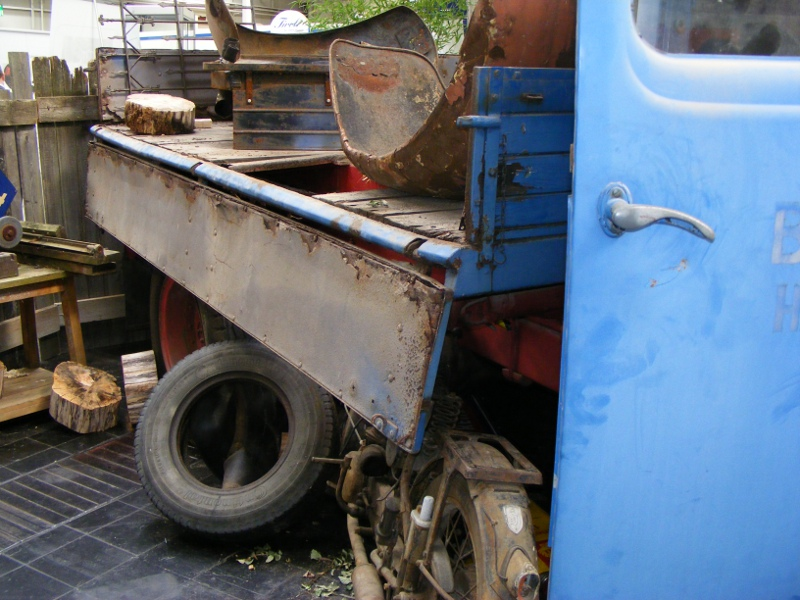
Das Originalbild vor der Bearbeitung

Als Crossentwicklung (auch Cross Processing, X-Pro oder Crossen) bezeichnet man die Umkehrentwicklung eines Farbnegativfilms oder umgekehrt die Negativentwicklung eines Farbpositivfilms.

## Verfahren

### Analoge Verfahren
Hierbei wird das Filmmaterial in seinem gegenteiligen Entwicklungsprozess, ein Farbnegativfilm beispielsweise statt im C-41- im E-6-Prozess oder einen Diapositivfilm beispielsweise statt im E-6- im C-41-Prozess entwickelt. Sie kann grundsätzlich von jedem Fotolabor durchgeführt werden, das Negativfilme entwickelt. Es wird jedoch empfohlen, das Labor ausdrücklich darauf hinzuweisen, dass eine Crossentwicklung gewünscht wird, damit in den weitgehend automatisierten Prozessen der Film nicht doch normal entwickelt wird. Viele Labore befürchten auch negative Veränderungen des C-41-Chemikalienansatzes durch dafür nicht vorgesehene Filme und führen Crossentwicklungen daher organisatorisch oder zeitlich getrennt von regulären Entwicklungsaufträgen durch.

### Digitale Bildbearbeitung
Die Crossentwicklung kann in der digitalen Fotografie nachträglich simuliert werden. Dabei können verschiedene Digitalfilter in der Kamera oder am Computer angewandt werden. Durch die Veränderung der Farbwert- und Sättigungskurven mit Bildbearbeitungsprogrammen wie GIMP oder Adobe Photoshop lässt sich ein solcher Effekt erzeugen. Die Stärke des Effektes kann hierbei durch den Bearbeiter gezielt bestimmt werden.

## Stil und Effekte
Je nach Filmhersteller und ISO erreicht man so leichte bis extreme Farbverschiebungen.  Charakteristisch für crossentwickelte Filme sind knallige Farben, hoher Kontrast, meist grobes Korn und oft auch leichte Unschärfe. Ist eine Crossentwicklung in einem Fotolabor gewünscht, so muss dieses explizit angegeben werden. Je nach Film können die Ergebnisse farblich stark voneinander abweichen. Auch die ausnutzbare Filmempfindlichkeit wird durch die Entwicklung beeinflusst. Die Empfehlungen für eine korrekte Belichtung gehen weit auseinander, häufig wird eine Überbelichtung angeraten.
Negativfilm ist durch seine weichen Kontraste und das orange eingefärbte Trägermaterial für Abzüge auf Fotopapier optimiert, während Diafilm einen deutlich geringeren Belichtungsspielraum besitzt, da er für die direkte Projektion ausgelegt ist. Wird ein Dia-Film cross-entwickelt (in Negativ-Chemie), entsteht ein sehr kontrastreiches Negativ auf klarem Trägermaterial. Cross-Entwicklung, vor allem von Diafilmen, wird von vielen Fotografen als bewusstes Stilmittel eingesetzt, um blaugrünlich-kühle, leicht unwirkliche Papierabzüge zu erhalten.

## Beispiele

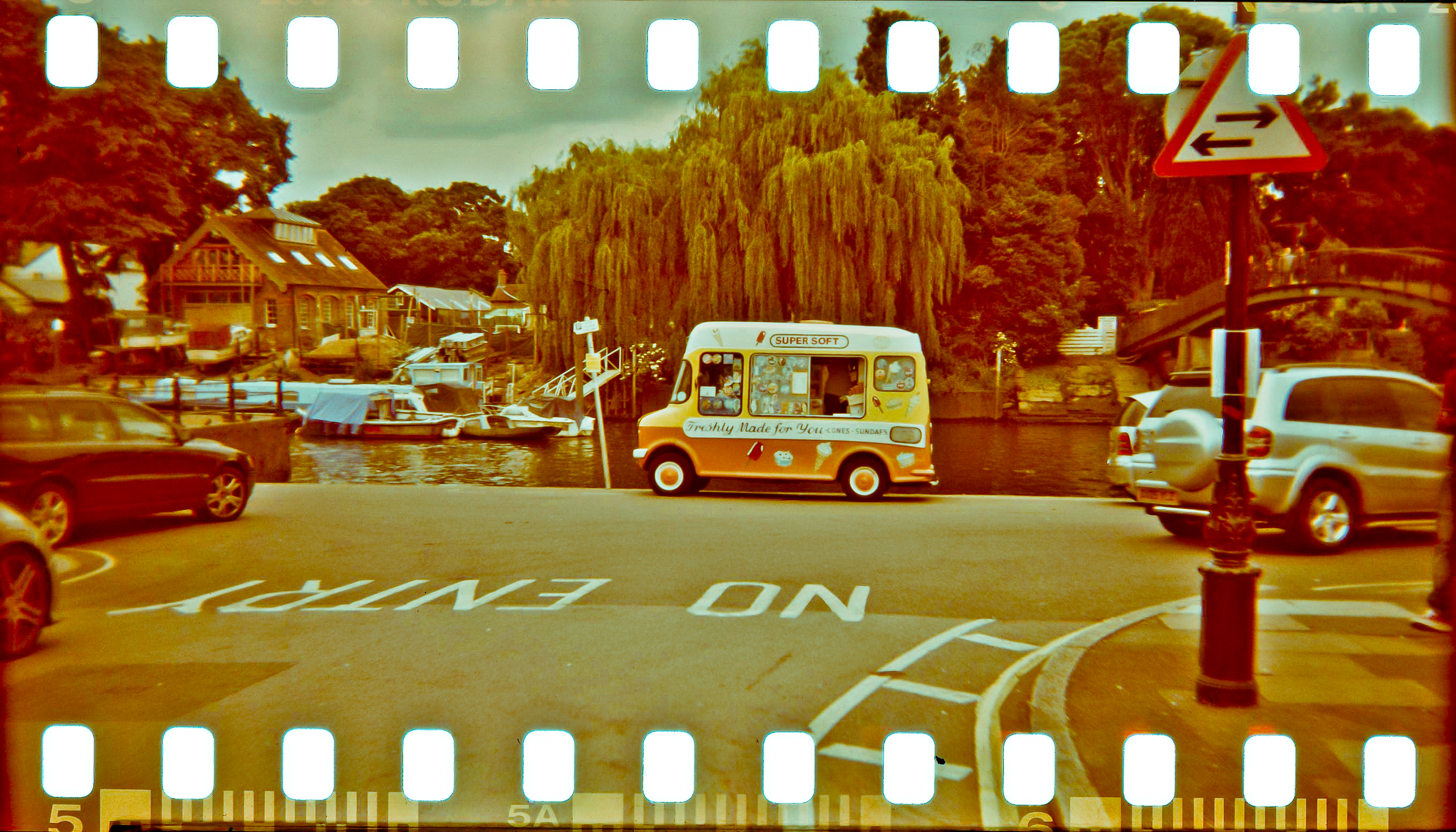
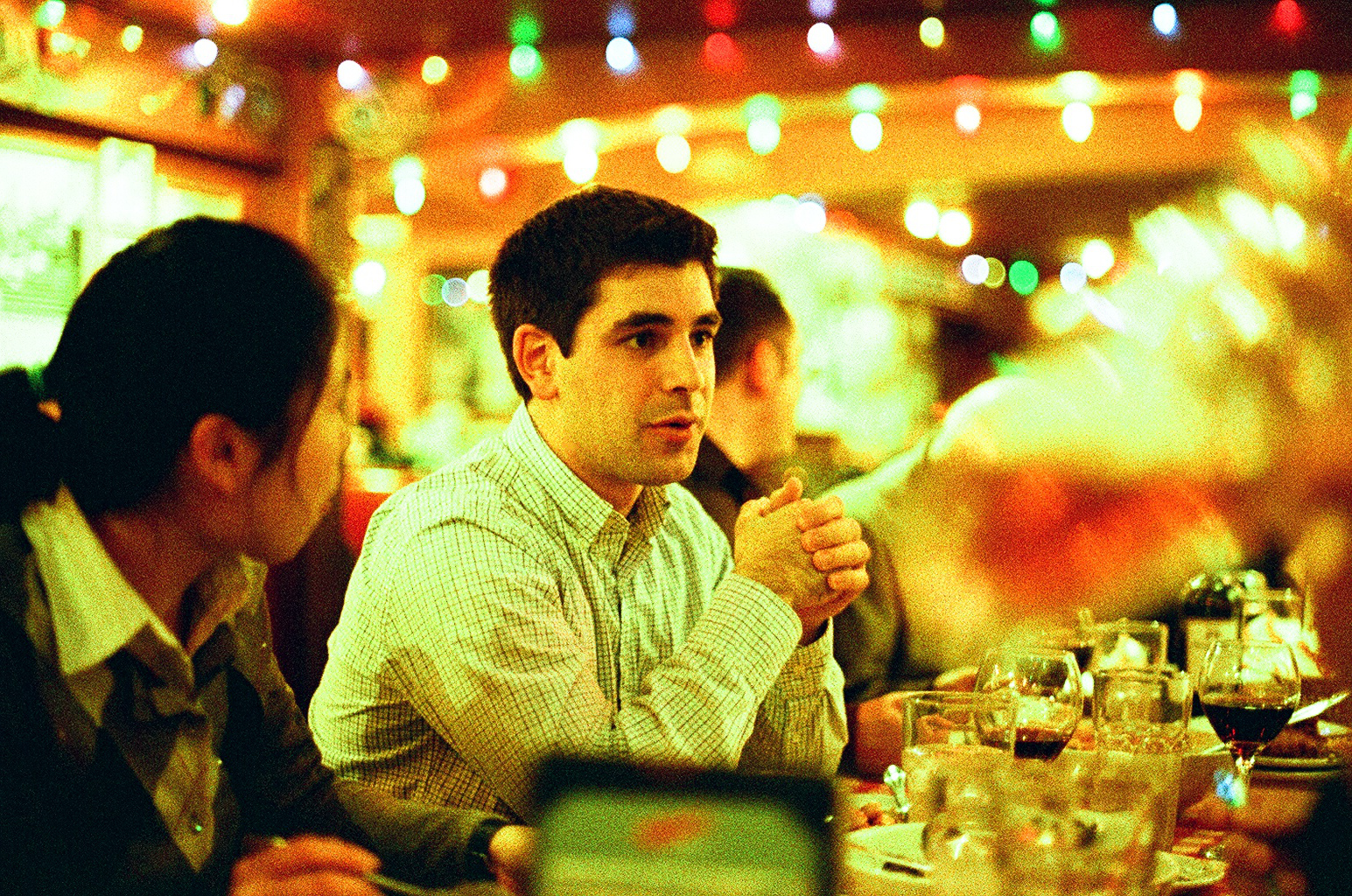
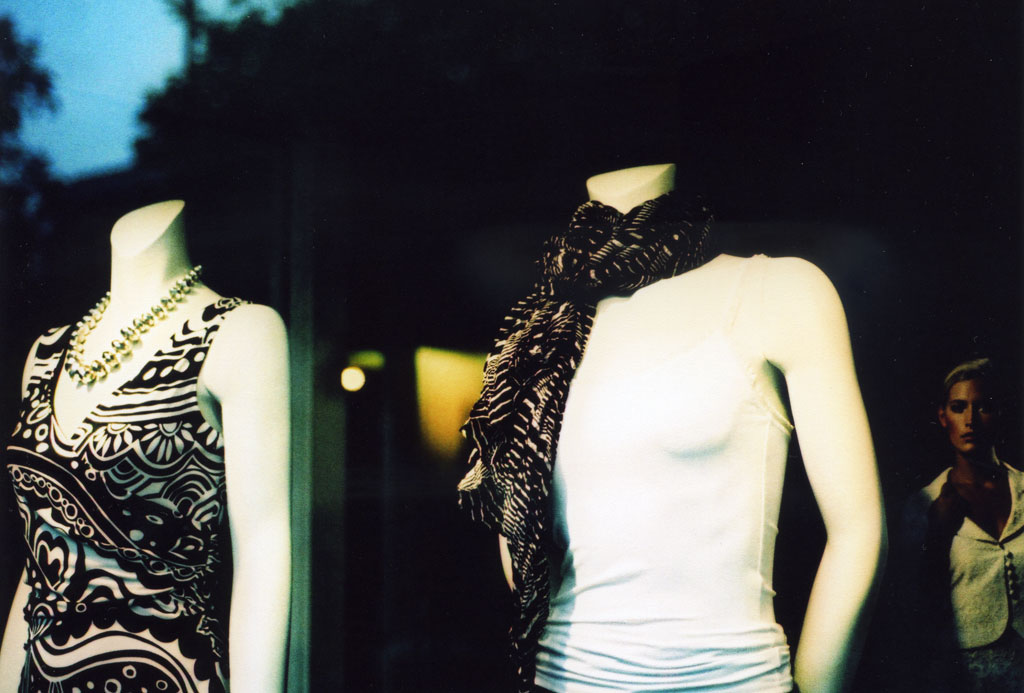
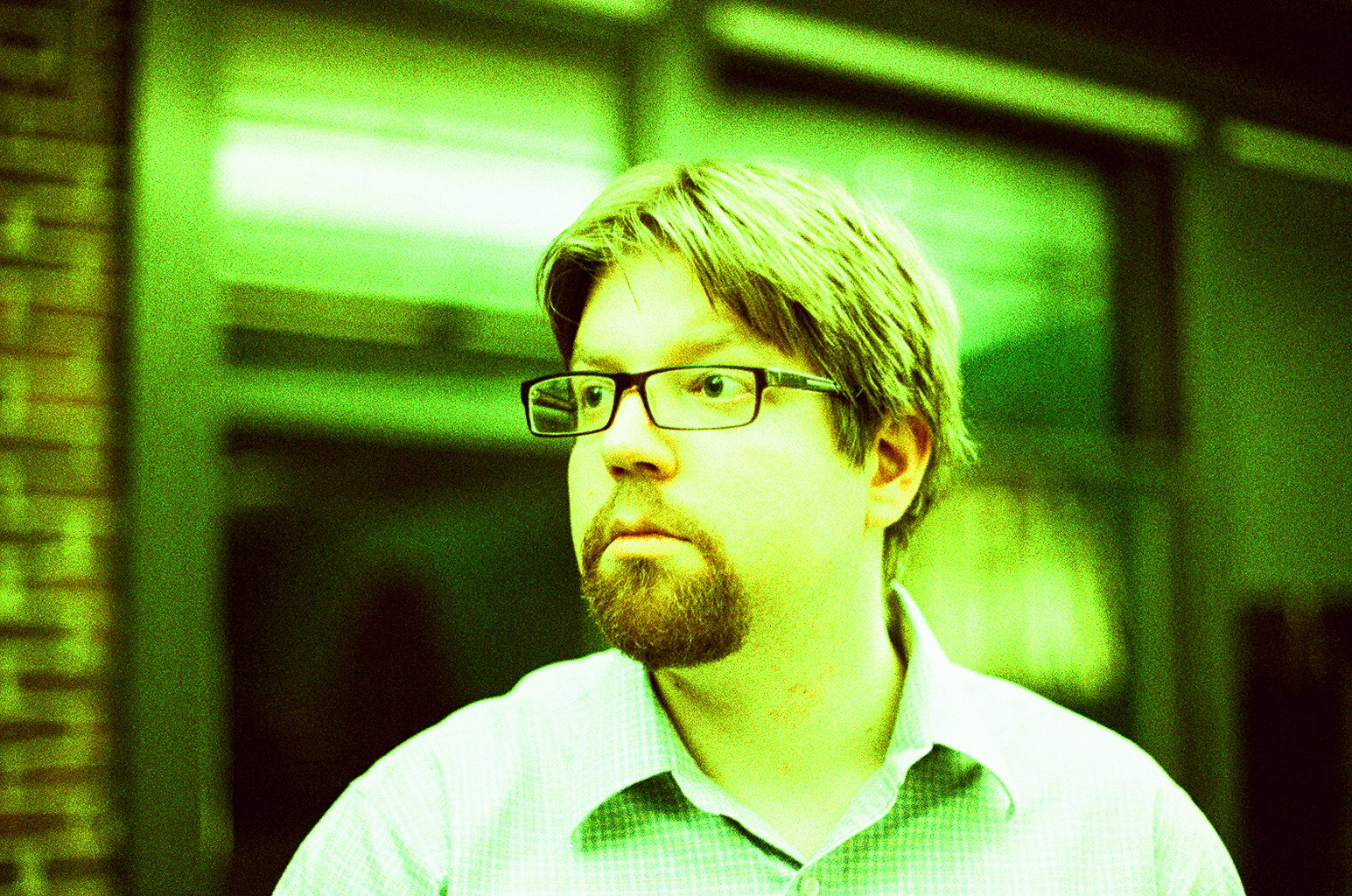

## Belege
1. ↑  Lomography - Die Farben der Cross-Entwicklung - Beispielbilder für viele Diafilme von mephisto19. Abgerufen am 5. Januar 2020.
2. ↑  Die Welt der analogen Fotografie | Die Crossentwicklung. In: Der Photo Lang Blog. 29. Januar 2018, archiviert vom Original (nicht mehr online verfügbar) am 7. November 2021; abgerufen am 5. Januar 2020 (deutsch).  Info: Der Archivlink wurde automatisch eingesetzt und noch nicht geprüft. Bitte prüfe Original- und Archivlink gemäß Anleitung und entferne dann diesen Hinweis.
3. ↑  Nitsa: More Than Photography. Archiviert vom Original am 16. Juni 2013; abgerufen am 12. Februar 2020.